# 代格納夫烏帕齊拉
代格納夫乌帕齐拉是孟加拉国科克斯巴扎爾縣的一个乌帕齐拉，位於吉大港专区的科克斯巴扎爾縣。。

## 人口
據1991年孟加拉國人口普查，代格納夫共有戶數23,675戶，人口152,557人。其中男性佔比51.81%，女性佔比48.19%；成年人口64,417人。該地7歲以上人口之平均識字率為16.6%，低於全國平均值（32.4%）。